# Пёрл, Берни
Берни Пёрл (англ. Bernie Pearl; 1939, Лос-Анджелес, Калифорния, США) — американский блюзовый гитарист, певец и автор песен. Номинант Blues Music Awards в номинациях  «Кантри/акустический блюзовый альбом» (1995), «Акустический блюзовый альбом» (1997) .

## Биография
Берни Пёрл родился в октябре 1939 года  в Лос-Анджелесе в еврейской семье, эмигрировавшей из Восточной Европы. Он окончил среднюю школу Дорси и получил степень бакалавра по ближневосточным исследованиям в Калифорнийском университете в Лос-Анджелесе. Там же он создал свою первую группу King David and the Parables .
Его старший брат был владельцем клуба Ash Grove, в котором выступали многие блюзовые музыканты. В 1958 году, побывав на концерте Джесси Фуллера в Ash Grove, решил стать блюзменом. К тому времени он немного играл на гитаре и начал её осваивать серьёзно. Первые уроки ему дал Брауни МакГи . Через два года занятий он созрел для того, чтобы взять несколько уроков у Лайтнина Хопкинса, приехавшего в клуб. В это же время он создал группу The Bernie Pearl Blues Band, которая стала домашней группой клуба Ash Grove, а сам Берни смог выступать на разогреве и вместе со многими звёздами блюза, приезжавшими на гастроли, среди них Би Би Кинг, Вилли Диксон, Пи Ви Крейтон, Чарльз Браун, Лоуэлл Фулсон, Мэнс Липскомб (его Пёрл называет одним из своих учителей), Фредди Кинг, Альберт Коллинз, а впоследствии Стиви Рэй Вон . Группа Берни Пёрла приобрела локальную популярность на Западном побережье США, выступая в различных клубах и на фестивалях. В 1973 году клуб сгорел, и выступления там прекратились.
С 1968 года Пёрл стал диск-жокеем на первой полностью блюзовой FM-программе в Южной Калифорнии «Nothin' but the Blues», затем на KPCC-FM (89.3) в Пасадене, и был диджеем до 1992 года. В 1980 году стал одним из организаторов блюзового фестиваля Long Beach Blues Festival, и оставался им до 1990 года.
В начале 1980-х Пёрл познакомился c Хармоникой Фэтсом, харпером и  в 1986 году Фэтс стал постоянным участником этой группы. В 1989 году Фэтс и Пёрл выпустили концертный альбом Live at Cafe Lido, он пользовался спросом, и музыканты создали компанию Bee Bump Records. В 1991 году они выпустили свой первый альбом, за которым последовали ещё два, и оба получили номинации на лучший альбом акустического блюза Blues Music Awards.
После смерти Фэтса в 2000 году, Пёрл стал работать сольно, выпустив несколько альбомов.
Был профессором Калифорнийского университета, преподавал историю блюза и курсы блюзовой гитары; также давал частные уроки игры на гитаре, был продюсером и промоутером . В 1987 году был назван Национальным промоутером года по версии The Blues Foundation 
«В частности, его игра слайдом в открытой настройке изумительна. У него четкая атака, выразительное вибрато и безупречный ритм. Он многим обязан Фреду Макдауэллу и, на мой взгляд, Букке Уайту, но развил свой собственный голос» .

## Дискография (LP)
- It Hurts Me Too — Solo Blues, 1986
- Live at Cafe Lido, 1989
- I Had To Get Nasty, 1991, Bee Bump Records
- Papa Blues (c Папой Джоном Кричем), 1992, Bee Bump Records
- Two Heads Are Better…, 1994, Bee Bump Records
- Blow, Fat Daddy, Blow!, 1995, Bee Bump Records
- Live From Boulevard Music, 2002, Major Label Recordings
- Old School Blues, 2008, Bee Bump Records
- Take Your Time, 2013, Bee Bump Records